# 肥前神氏
肥前神氏（ひぜんみわし）は、現在の長崎県に現存するとされる建御名方神（諏訪明神）を祖とする一族である。明治維新までは神の末裔であることから、自身が御神体（現人神）として続いた稀な一族であり神階（神位）正一位という絶対的権威を誇り、領主として領民、現人神として氏子を支配した一族が肥前長崎に拡張した際の一族及び一門であるとされるが、大神神社起縁説など出自には諸説ある。
「神」姓の読み方は、主にじん、みわ、しん、かみ、などで、「じん」という呼び名が現存することが確認されている。戸籍上の氏であるか、伝承による通り名及び諱であるかは不明であり、伝承方法は謎である。
起源は諸説あるが、長崎県の総氏神である鎮西大社諏訪神社に関連があるとされている。

## 概要
神氏（諏訪氏）自体は、社家・武家・華族だった日本の氏族。諏訪大社上社の大祝（おおほうり）を世襲する信濃国諏訪郡の領主であり、神氏（みわし）とも称した。鎌倉時代には北条氏の御内人となり、信濃国の武士団神党の中心となる。戦国時代にも諏訪に勢力を張り、本能寺の変後に一族の諏訪頼忠が旧領を回復。江戸時代には社家・武家が分立して後者は信濃国高島藩（諏訪藩）主家となり、明治に至って華族に列する。
出自については諸説あり、大神氏の同族または金刺氏の支流とも考えられている（詳細は後述）。
家伝では諏訪大社の祭神・建御名方神（諏訪明神）あるいはその神に選定された童男に始まるという。後世には桓武天皇を祖とするとも清和源氏の源満快を祖とするともされている。
皇胤や摂関家をはじめとする公卿の末裔とする武家が多い中で祭神の血筋を称しながら極めて尊貴な血筋としてとらえられた特異な家系といえる。
諏訪氏は武士と神官双方の性格を合わせ持ち、武士としては源氏、執権北条氏の御内人、南朝方の武将、足利将軍家の奉公衆を務めるなど、国人領主であった。しかし、大祝としては信濃国および諏訪神社を観請した地においては絶対的神秘性をもってとらえられた。信濃国一宮として朝廷からも重んじられたこともあるが、諏訪明神が軍神であることから、古くから武田信玄など多くの武人の尊崇を受けていたことも大きく影響している。故に諏訪大社の祭神の系譜を称し、上社最高の神職である大祝を継承し、大祝をして自身の肉体を祭神に供する体裁をとることで、諏訪氏は絶対的な神秘性を備えるようになったといえる。代々の諏訪氏当主は安芸守などの受領名を称したが、大祝の身体をもって諏訪明神の神体とされることで正一位の神階を有し、高い権威を誇示した。
宗旨は曹洞宗。菩提寺は温泉寺 （長野県諏訪市）、宗湖寺（茅野市）、頼岳寺（茅野市）、吉祥寺（東京都文京区）など。